# Scandza

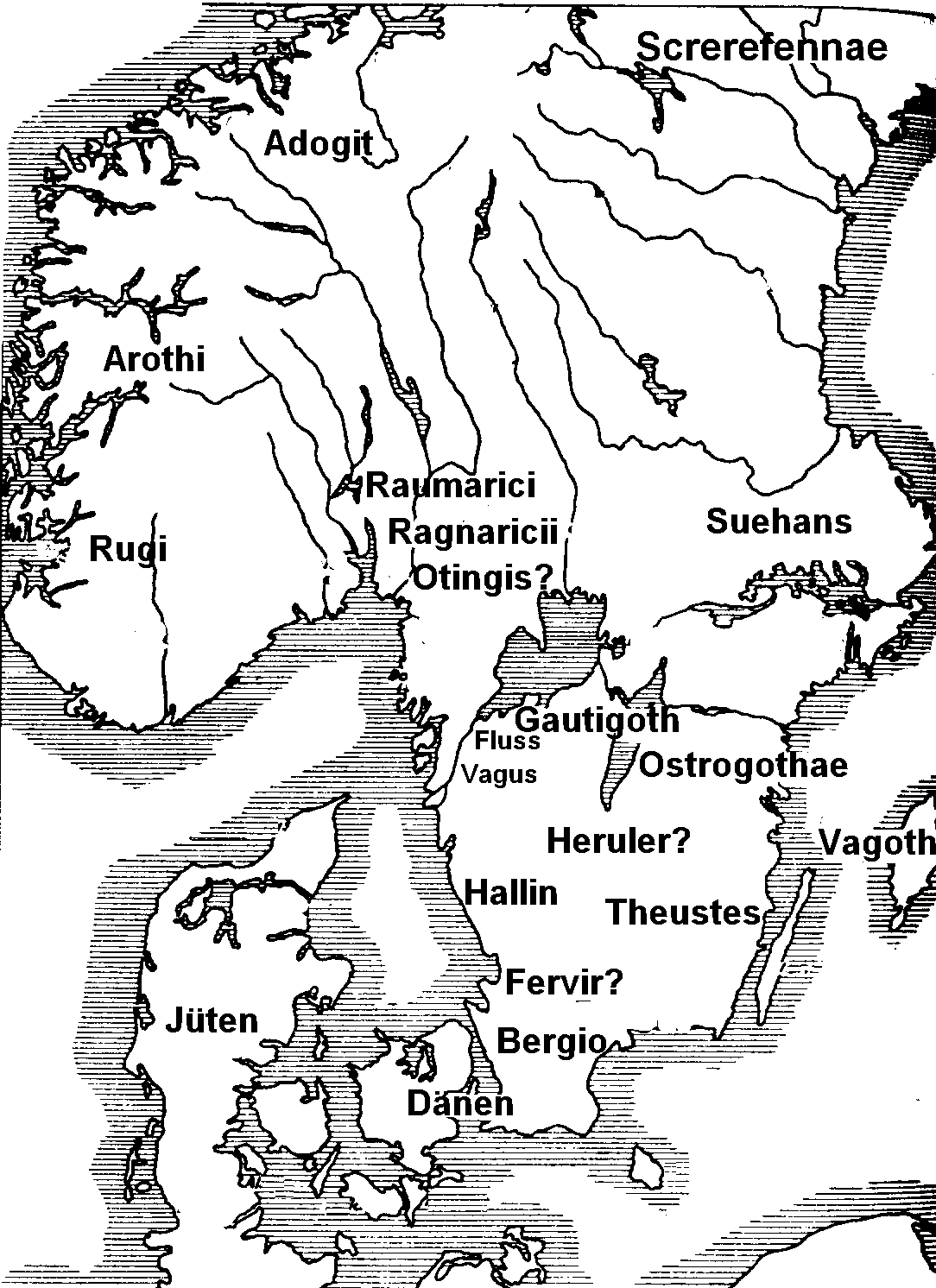
Mappa della Scandza con l'indicazione di alcune tribù

Scandza era il termine usato dallo storico bizantino Giordane (VI secolo) nel suo De origine actibusque Getarum per indicare la Scandinavia. Usò quest'area nella descrizione della migrazione gota dalla Scandinavia alla Gothiscandza. Nel suo lavoro si trovano varie descrizioni accurate della Scandinavia, oltre ad una raccolta indiscriminata di informazioni prese da altre fonti. Secondo l'archeologo svedese Göran Burenhult, Giordane ci offre una panoramica delle tribù scandinave del VI secolo.

## Descrizione geografica
Giordane fa riferimento alla corretta descrizione di Tolomeo della Scandia, descritta come grande isola con la forma di una foglia di ginepro (lunga e non arrotondata) con bordi frastagliati che si assottiglia a sud. Fa riferimento anche alla descrizione della Codanonia fatta da Pomponio Mela (chiamata Scatinavia da Plinio il Vecchio), situata nel golfo di Codanonia (probabilmente Kattegat).
L'isola si trovava di fronte alla Vistola e conteneva un grande lago (probabilmente il Vänern) da cui nasceva il fiume Vagus (Ván era il vecchio nome del fiume Göta älv). Sui lati occidentale e settentrionale era circondata da un grande mare (l'Oceano Atlantico), mentre ad oriente si trovava una terra (Lapponia) che tagliava il mare ad est formando il lago germano (il Mar Baltico). Vi si trovavano anche numerose piccole isole (gli arcipelaghi finlandese e svedese) i cui lupi potevano passare da una all'altra approfittando del mare ghiacciato. In inverno la terra diventava inospitale non solo per gli uomini, ma anche per gli animali selvatici. A causa del freddo estremo non esistevano sciami di api mellifere.

## Sole estivo ed oscurità invernale
A nord si trovava lo stato degli Adogit (termine forse riferito agli abitanti di Hålogaland in Norvegia, o alle persone di Andøya) che vivevano in perenne luce durante l'estate (per 40 giorni e 40 notti) e nell'oscurità assoluta in inverno. A causa di questi cambiamenti passavano dal piacere alla sofferenza (prima descrizione di depressione invernale). Il sole sembra girare sopra la terra piuttosto che nascere dall'orizzonte.

## Abitanti
Giordane cita molte tribù abitanti della Scandza, chiamate nel complesso "Utero delle nazioni", formate da persone alte e feroci. Nella lista fornita da Giordane alcuni popoli sono nominati due volte, il che probabilmente sottintende che le informazioni su di loro arrivavano da due diversi viaggiatori e dagli Scandinavi che si unirono ai Goti, come ad esempio Rodwulf proveniente da Bohuslän. Mentre in alcuni casi i linguisti sono riusciti a collegare i nomi dei popoli a regioni della Scandinavia, altri nomi potrebbero invece derivare da incomprensioni.
Sull'isola si trovavano gli Screrefennae (gli scritobini, probabilmente gli antenanti dei Lapponi) che vivevano di caccia e raccolta grazie alla ricca selvaggina delle paludi e alle uova degli uccelli.
C'erano anche i Suehans (Sueoni, o antichi svedesi) con splendidi cavalli, come i Turingi (Snorri Sturluson scrisse che il re svedese del VI secolo Eadgils possedeva i migliori cavalli del tempo). Essi esportavano le pelli di volpe sul mercato romano, e vestivano con abiti sfarzosi nonostante vivessero in povertà.
Altri popoli sono quelli dei Theustes (persone della regione di Tjust nella Småland), dei Vagoti (probabilmente abitanti del Gotland), dei Bergio (il popolo di Bjäre Hundred in Scania, secondo L. Weibull, o quello di Kolmården secondo altri), degli Hallin (Halland meridionale) e dei Liothida (gli uomini di Luggude Hundred o di Lödde in Scania, anche se altri li collegano a Södermanland) che abitavano una pianura fertile, a causa della quale furono oggetto di numerosi assalti da parte dei popoli vicini. Altre tribù erano gli Ahelmil (identificati con la regione di Halmstad), i Finnaithae (Finnhaith-, Finnheden, vecchio nome della Finnveden), i Fervir (abitanti di Fjäre Hundred) ed i Gautigoti (i Geati di Västergötland), una nazione guerriera. C'erano anche i Mixi, gli Evagreotingi (o gli Evagres e gli Otingi a seconda del traduttore), che vissero come animali tra le rocce (probabilmente le colline, ed il termine Evagreotingi si crede significasse "persone delle colline", probabilmente della Bohuslän). Oltre a quest'ultimi si trovavano gli Ostrogoti (Östergötland), i Raumarici (Romerike), i Ragnarici (probabilmente Ranrike, antico nome di una parte di Bohuslän) e tanti altri Finn (probabile seconda menzione dei Lapponi). I Vinoviloti (probabile popolo dei vinili) erano simili a questi ultimi.
Giordane cita anche i Suetidi (seconda citazione degli svedesi). I Daner, conterranei degli Eruli, spinsero questi ultimi fuori dalle loro terre. Queste tribù vantavano le persone più alte.
Nella stessa zona si trovavano i Granni (Grenland), gli Augandzi (Agder), gli Eunixi, i Taetel, i Rugi (Rogaland), gli Arochi (Hordaland) ed i Ranii (forse gli abitanti di Romsdal). Re Rodwulf era un Rani, ma abbandonò il proprio regno scegliendo di unirsi a Teodorico I, re dei Goti.